# Dirachma socotrana
Dirachma socotrana es una especie de planta fanerógama perteneciente a la familia de las Dirachmaceae. El género ha sido monotípico hasta el reciente descubrimiento de una segunda especie de Somalia (Dirachma somalensis). Es originaria de la isla de Socotra en Yemen.

## Hábitat y ecología
Es un árbol pequeño o arbusto que se limita a unos pocos valles en las montañas del este de Haggeher y colinas de piedra caliza adyacentes. Localmente es común en densos bosques semicaducos a una altitud de 280-1000 metros. La población total se pensaba anteriormente que consistían en no más de 30 plantas. Aunque geográficamente restringida, las especies que parecen estar regenerándose sanamente. El único otro miembro del género está en Somalia. En el pasado, este árbol ha sido considerado raro, incluso a punto de la extinción. Esto es casi seguro porque la mayoría de las expediciones han visitado la isla en enero a febrero, cuando el árbol no está en flor; es entonces más bien anodino y fácilmente pasado por alto. Sin embargo, se hace mucho más evidente en verano (de marzo a abril) cuando está cubierto de flores blancas. Es particularmente abundante en el bosque denso en la parte alta de Wadi Ayheft. También es menos común en otras áreas, por ejemplo en los acantilados hacia el mar con orientación más altos en Reqadrihon (arriba de Hoq). Estos acantilados capturan las nubes bajas y la llovizna durante el invierno y son un refugio para algunas especies (por ejemplo, Coelocarpum haggierense ) que se encuentran de otro modo sólo en áreas de alta precipitación en las montañas Haggehr.

## Taxonomía
Dirachma socotrana fue descrita por Schweinf. ex Balf.f. y publicado en Proceedings of the Royal Society of Edinburgh 12: 404. 1884.